# Campeonato Mundial de Halterofilismo
O primeiro Campeonato Mundial de Halterofilismo foi realizado em 28 de março de 1891, em Londres, Inglaterra, com a participação de sete atletas representando seis países. Em 1905 foi fundada a Federação Internacional de Halterofilismo (FIH) que passou a organizar a competição e instituiu as divisões de peso.
A FIH reconhece três grupos etários: juvenil (até 17 anos de idade), júnior (até 20 anos) e adulto (acima de 20 anos). As edições mencionadas aqui são dos campeonatos mundiais adultos ou seniores, mas que permitem a participação de atletas com idade mínima de 15 anos. Para informações sobre outras categorias, veja: Campeonato Mundial Júnior de Halterofilismo e Campeonato Mundial Juvenil de Halterofilismo.

## Edições
Lista dos campeonatos:

### Masculino
| Nº | Ano  | Datas                         | Cidade e país-sede                 | # Atletas | # Nações |
| --- | ---- | ----------------------------- | ---------------------------------- | --------- | -------- |
| I | 1891 | 28 de março                   | Londres, Reino Unido               | 7         | 6        |
| II | 1898 | 31 de julho – 1º de agosto    | Viena, Áustria                     | 11        | 3        |
| III | 1899 | 4–5 de abril                  | Milão, Itália                      | 5         | 3        |
| IV | 1903 | 1–3 de outubro                | Paris, França                      | 18        | 5        |
| V | 1904 | 18 de abril                   | Viena, Áustria                     | 13        | 4        |
| VI | 1905 | 8–10 de abril                 | Berlim, Alemanha                   | 41        | 4        |
| VII | 1905 | 11–13 de junho                | Duisburgo, Alemanha                | 7         | 2        |
| VIII | 1905 | 16 & 30 de dezembro           | Paris, França                      | 16        | 1        |
| IX | 1906 | 18 de março                   | Lille, França                      | 33        | 4        |
| X | 1907 | 19 de maio                    | Frankfurt, Alemanha                | 23        | 3        |
| XI | 1908 | 8–9 de dezembro               | Viena, Áustria                     | 23        | 2        |
| XII | 1909 | 3 de outubro & 2 de dezembro  | Viena, Áustria                     | 23        | 3        |
| XIII | 1910 | 4–6 de junho                  | Düsseldorf, Alemanha               | 57        | 5        |
| XIV | 1910 | 9–10 de outubro               | Viena, Áustria                     | 15        | 2        |
| XV | 1911 | 29–30 de abril                | Stuttgart, Alemanha                | 36        | 3        |
| XVI | 1911 | 13–14 de maio                 | Berlim, Alemanha                   | 27        | 2        |
| XVII | 1911 | 26 de junho                   | Dresden, Alemanha                  | 21        | 3        |
| XVIII | 1911 | 29 de junho – 2 de julho      | Viena, Áustria                     | 32        | 3        |
| XIX | 1913 | 28–29 de julho                | Breslávia, Alemanha                | 40        | 4        |
| XX | 1920 | 4–8 de setembro               | Viena, Áustria                     | 74        | 4        |
| XXI | 1922 | 29–30 de abril                | Tallinn, Estônia                   | 33        | 4        |
| XXII | 1923 | 8–9 de setembro               | Viena, Áustria                     | 76        | 7        |
| XXIII | 1937 | 10–12 de setembro             | Paris, França                      | 50        | 10       |
| XXIV | 1938 | 21–23 de outubro              | Viena, Alemanha                    | 38        | 11       |
| XXV | 1946 | 18–19 de outubro              | Paris, França                      | 79        | 13       |
| XXVI | 1947 | 26–27 de setembro             | Filadélfia, Estados Unidos         | 39        | 12       |
| XXVII | 1949 | 4–6 de setembro               | Scheveningen, Países Baixos        | 38        | 13       |
| XXVIII | 1950 | 13–15 de outubro              | Paris, França                      | 56        | 17       |
| XXIX | 1951 | 26–28 de outubro              | Milão, Itália                      | 62        | 14       |
| XXX | 1953 | 26–30 de agosto               | Estocolmo, Suécia                  | 70        | 19       |
| XXXI | 1954 | 7–10 de outubro               | Viena, Áustria                     | 100       | 23       |
| XXXII | 1955 | 12–16 de outubro              | Munique, Alemanha Ocidental        | 108       | 25       |
| XXXIII | 1957 | 8–12 de novembro              | Teerã, Irã                         | 76        | 21       |
| XXXIV | 1958 | 16–21 de setembro             | Estocolmo, Suécia                  | 96        | 27       |
| XXXV | 1959 | 29 de setembro – 4 de outubro | Varsóvia, Polônia                  | 85        | 19       |
| XXXVI | 1961 | 20–25 de setembro             | Viena, Áustria                     | 120       | 33       |
| XXXVII | 1962 | 16–22 de setembro             | Budapeste, Hungria                 | 113       | 27       |
| XXXVIII | 1963 | 16–22 de setembro             | Estocolmo, Suécia                  | 134       | 32       |
| XXXIX | 1964 | 11–18 de outubro              | Tóquio, Japão                      | 149       | 42       |
| XL | 1965 | 27 de outubro – 3 de novembro | Teerã, Irã                         | 85        | 24       |
| XLI | 1966 | 15–21 de outubro              | Berlim Oriental, Alemanha Oriental | 117       | 28       |
| A edição de 1967 que seria realizada no Japão foi cancelada devido a problemas de visto, bandeira e hino com a Alemanha Oriental |      |                               |                                    |           |          |
| XLII | 1968 | 13–19 de outubro              | Cidade do México, México           | 160       | 55       |
| XLIII | 1969 | 20–28 de setembro             | Varsóvia, Polônia                  | 166       | 37       |
| XLIV | 1970 | 12–20 de setembro             | Columbus, Estados Unidos           | 129       | 28       |
| XLV | 1971 | 18–26 de setembro             | Lima, Peru                         | 144       | 30       |
| XLVI | 1972 | 27 de agosto – 6 de setembro  | Munique, Alemanha Ocidental        | 188       | 54       |
| XLVII | 1973 | 15–23 de setembro             | Havana, Cuba                       | 189       | 39       |
| XLVIII | 1974 | 21–29 de setembro             | Manila, Filipinas                  | 143       | 32       |
| XLIX | 1975 | 15–23 de setembro             | Moscou, União Soviética            | 169       | 33       |
| L | 1976 | 18–27 de julho                | Montreal, Canadá                   | 173       | 46       |
| LI | 1977 | 17–25 de setembro             | Stuttgart, Alemanha Ocidental      | 186       | 44       |
| LII | 1978 | 4–8 de outubro                | Gettysburg, Estados Unidos         | 185       | 35       |
| LIII | 1979 | 3–11 de novembro              | Salonica, Grécia                   | 189       | 39       |
| LIV | 1980 | 20–30 de julho                | Moscou, União Soviética            | 173       | 40       |
| LV | 1981 | 13–20 de setembro             | Lille, França                      | 194       | 35       |
| LVI | 1982 | 18–26 de setembro             | Liubliana, Iugoslávia              | 205       | 38       |
| LVII | 1983 | 22–31 de outubro              | Moscou, União Soviética            | 187       | 32       |
| LVIII | 1984 | 29 de julho – 8 de agosto     | Los Angeles, Estados Unidos        | 187       | 48       |
| LIX | 1985 | 23 de agosto – 1º de setembro | Södertälje, Suécia                 | 195       | 38       |
| LX | 1986 | 8–15 de novembro              | Sófia, Bulgária                    | 193       | 41       |

    — realizado em conjunto com o Campeonato Europeu

    — Campeonato Mundial, realizado nos Jogos Olímpicos de Verão

### Masculino & feminino
— realizado em conjunto com o Campeonato Europeu
| Nº       | Nº     | Ano  | Datas                          | Cidade e país-sede                 | Masculino | Masculino | Feminino  | Feminino |
| M        | F      | Ano  | Datas                          | Cidade e país-sede                 | # Atletas | # Nações  | # Atletas | # Nações |
| -------- | ------ | ---- | ------------------------------ | ---------------------------------- | --------- | --------- | --------- | -------- |
| LXI      |        | 1987 | 6–13 de setembro               | Ostrava, Tchecoslováquia           | 168       | 29        |           |          |
|          | I      | 1987 | 30 de outubro – 1º de novembro | Daytona Beach, Estados Unidos      |           |           | 100       | 22       |
|          | II     | 1988 | 2–4 de dezembro                | Jacarta, Indonésia                 |           |           | 103       | 23       |
| LXII     |        | 1989 | 16–23 de setembro              | Pireu, Grécia                      | 220       | 37        |           |          |
|          | III    | 1989 | 24–26 de novembro              | Manchester, Reino Unido            |           |           | 133       | 25       |
|          | IV     | 1990 | 26 de maio – 3 de junho        | Sarajevo, Iugoslávia               |           |           | 109       | 25       |
| LXIII    |        | 1990 | 10–18 de novembro              | Budapeste, Hungria                 | 182       | 38        |           |          |
| LXIV     | V      | 1991 | 27 de setembro – 6 de outubro  | Donaueschingen, Alemanha           | 200       | 40        | 108       | 24       |
|          | VI     | 1992 | 16–24 de maio                  | Varna, Bulgária                    |           |           | 110       | 25       |
| LXV      | VII    | 1993 | 11–21 de novembro              | Melbourne, Austrália               | 195       | 57        | 94        | 25       |
| LXVI     | VIII   | 1994 | 17–27 de novembro              | Istambul, Turquia                  | 242       | 52        | 105       | 30       |
| LXVII    | IX     | 1995 | 16–26 de novembro              | Cantão, China                      | 345       | 63        | 93        | 26       |
|          | X      | 1996 | 3–11 de maio                   | Varsóvia, Polônia                  |           |           | 102       | 24       |
| LXVIII   | XI     | 1997 | 6–14 de dezembro               | Chiang Mai, Tailândia              | 189       | 51        | 143       | 39       |
| LXIX     | XII    | 1998 | 10–15 de novembro              | Lahti, Finlândia                   | 210       | 53        | 122       | 35       |
| LXX      | XIII   | 1999 | 21–28 de novembro              | Pireu, Grécia                      | 395       | 79        | 231       | 51       |
| LXXI     | XIV    | 2001 | 4–11 de novembro               | Antália, Turquia                   | 153       | 47        | 114       | 34       |
| LXXII    | XV     | 2002 | 18–26 de novembro              | Varsóvia, Polônia                  | 170       | 47        | 115       | 37       |
| LXXIII   | XVI    | 2003 | 14–22 de novembro              | Vancouver, Canadá                  | 297       | 59        | 208       | 47       |
| LXXIV    | XVII   | 2005 | 9–17 de novembro               | Doha, Catar                        | 169       | 58        | 112       | 42       |
| LXXV     | XVIII  | 2006 | 30 de setembro – 7 de outubro  | São Domingos, República Dominicana | 298       | 58        | 186       | 39       |
| LXXVI    | XIX    | 2007 | 17–26 de setembro              | Chiang Mai, Tailândia              | 355       | 70        | 225       | 53       |
| LXXVII   | XX     | 2009 | 20–29 de novembro              | Goyang, Coreia do Sul              | 196       | 57        | 133       | 38       |
| LXXVIII  | XXI    | 2010 | 17–26 de setembro              | Antália, Turquia                   | 312       | 63        | 203       | 50       |
| LXXIX    | XXII   | 2011 | 5–13 de novembro               | Paris, França                      | 307       | 75        | 212       | 61       |
| LXXX     | XXIII  | 2013 | 20–27 de outubro               | Breslávia, Polônia                 | 168       | 49        | 124       | 37       |
| LXXXI    | XXIV   | 2014 | 8–16 de novembro               | Almati, Cazaquistão                | 307       | 62        | 219       | 51       |
| LXXXII   | XXV    | 2015 | 20–28 de novembro              | Houston, Estados Unidos            | 324       | 76        | 261       | 72       |
| LXXXIII  | XXVI   | 2017 | 28 de novembro – 5 de dezembro | Anaheim, Estados Unidos            | 176       | 54        | 139       | 44       |
| LXXXIV   | XXVII  | 2018 | 1–10 de novembro               | Asgabade, Turquemenistão           | 310       | 73        | 272       | 68       |
| LXXXV    | XXVIII | 2019 | 18–27 de setembro              | Pattaya, Tailândia                 | 313       | 84        | 275       | 79       |
| LXXXVI   | XXIX   | 2021 | 7–17 de dezembro               | Tasquente, Uzbequistão             | 237       | 64        | 179       | 54       |
| LXXXVII  | XXX    | 2022 | 5–16 de dezembro               | Bogotá, Colômbia                   | 263       | 77        | 265       | 73       |
| LXXXVIII | XXXI   | 2023 | 4–17 de setembro               | Riade, Arábia Saudita              | 354       | 101       | 338       | 91       |
| LXXXIX   | XXXII  | 2024 | 6–15 de dezembro               | Manama, Barém                      | 245       | 76        | 226       | 75       |

    — realizado em conjunto com o Campeonato Europeu

    — Campeonato Mundial, realizado nos Jogos Olímpicos de Verão

## Quadro geral de medalhas
Desde 1969 as medalhas são dadas para os levantamentos (desenvolvimento militar, arranque e arremesso), não só para o total combinado. Aqui são listadas apenas as medalhas no total combinado até 2024.
| Pos.                | País                                  | Ouro | Prata | Bronze | Total |
| ------------------- | ------------------------------------- | ---- | ----- | ------ | ----- |
| 1                   | China                                 | 201  | 97    | 49     | 347   |
| 2                   | União Soviética                       | 151  | 90    | 33     | 274   |
| 3                   | Bulgária                              | 81   | 82    | 65     | 228   |
| 4                   | Estados Unidos                        | 43   | 54    | 33     | 130   |
| 5                   | Rússia                                | 39   | 48    | 34     | 121   |
| 6                   | Áustria                               | 32   | 27    | 31     | 90    |
| 7                   | Polónia                               | 25   | 38    | 57     | 120   |
| 8                   | Irã                                   | 25   | 16    | 31     | 72    |
| 9                   | Alemanha                              | 24   | 34    | 27     | 85    |
| 10                  | Coreia do Norte                       | 22   | 27    | 26     | 75    |
| 11                  | Taipé Chinesa                         | 18   | 23    | 25     | 66    |
| 12                  | Cazaquistão                           | 17   | 9     | 9      | 35    |
| 13                  | Turquia                               | 15   | 19    | 18     | 52    |
| 14                  | Egito                                 | 14   | 14    | 14     | 42    |
| 15                  | Coreia do Sul                         | 13   | 22    | 27     | 62    |
| 16                  | Hungria                               | 11   | 38    | 42     | 91    |
| 17                  | Tailândia                             | 11   | 19    | 21     | 51    |
| 18                  | Grécia                                | 10   | 15    | 11     | 36    |
| 19                  | Japão                                 | 10   | 13    | 28     | 51    |
| 20                  | Colômbia                              | 9    | 17    | 15     | 41    |
| 21                  | Geórgia                               | 9    | 5     | 5      | 19    |
| 22                  | Bielorrússia                          | 8    | 8     | 8      | 24    |
| 23                  | Ucrânia                               | 8    | 7     | 19     | 34    |
| 24                  | Cuba                                  | 8    | 5     | 11     | 24    |
| 25                  | Roménia                               | 7    | 13    | 14     | 34    |
| 26                  | França                                | 7    | 11    | 20     | 38    |
| 27                  | Arménia                               | 6    | 10    | 14     | 30    |
| 28                  | Uzbequistão                           | 6    | 5     | 5      | 16    |
| 29                  | Indonésia                             | 5    | 12    | 10     | 27    |
| 30                  | Grã-Bretanha                          | 5    | 5     | 10     | 20    |
| 31                  | Catar                                 | 5    | 4     | 4      | 13    |
| 32                  | Alemanha Oriental                     | 4    | 19    | 29     | 52    |
| 33                  | Suíça                                 | 4    | 4     | 2      | 10    |
| 34                  | Finlândia                             | 4    | 2     | 10     | 16    |
| 35                  | Índia                                 | 3    | 9     | 5      | 17    |
| 36                  | Alemanha Ocidental                    | 3    | 5     | 3      | 11    |
| 37                  | Estónia                               | 3    | 4     | 6      | 13    |
| 38                  | Tchecoslováquia                       | 3    | 3     | 15     | 21    |
| 39                  | Azerbaijão                            | 3    | 2     | 4      | 9     |
| 40                  | Itália                                | 2    | 6     | 9      | 17    |
| 41                  | Vietname                              | 2    | 5     | 7      | 14    |
| 42                  | Noruega                               | 2    | 3     | 1      | 6     |
| 43                  | Turquemenistão                        | 2    | 3     | 0      | 5     |
| 44                  | Espanha                               | 2    | 2     | 4      | 8     |
| 45                  | Austrália                             | 1    | 5     | 5      | 11    |
| 46                  | Letónia                               | 1    | 3     | 7      | 11    |
| 47                  | Canadá                                | 1    | 2     | 5      | 8     |
| 48                  | Suécia                                | 1    | 1     | 7      | 9     |
| 49                  | Bahrein                               | 1    | 1     | 1      | 3     |
| 50                  | Chile                                 | 1    | 1     | 0      | 2     |
| 51                  | Filipinas                             | 1    | 0     | 5      | 6     |
| 51                  | Venezuela                             | 1    | 0     | 5      | 6     |
| 53                  | Eslováquia                            | 1    | 0     | 1      | 2     |
| 53                  | Tunísia                               | 1    | 0     | 1      | 2     |
| 55                  | Mongólia                              | 1    | 0     | 0      | 1     |
| 56                  | Bélgica                               | 0    | 4     | 3      | 7     |
| 57                  | Equador                               | 0    | 3     | 9      | 12    |
| 58                  | Nigéria                               | 0    | 3     | 4      | 7     |
| 59                  | Dinamarca                             | 0    | 3     | 0      | 3     |
| 60                  | Países Baixos                         | 0    | 2     | 0      | 2     |
| 61                  | Moldávia                              | 0    | 1     | 4      | 5     |
| 62                  | Argentina                             | 0    | 1     | 1      | 2     |
| 62                  | Brasil                                | 0    | 1     | 1      | 2     |
| 64                  | Albânia                               | 0    | 1     | 0      | 1     |
| 64                  | Croácia                               | 0    | 1     | 0      | 1     |
| 64                  | Guiana                                | 0    | 1     | 0      | 1     |
| 64                  | Lituânia                              | 0    | 1     | 0      | 1     |
| 64                  | Líbano                                | 0    | 1     | 0      | 1     |
| 64                  | Madagascar                            | 0    | 1     | 0      | 1     |
| 64                  | Malásia                               | 0    | 1     | 0      | 1     |
| 64                  | Nova Zelândia                         | 0    | 1     | 0      | 1     |
| 72                  | Myanmar                               | 0    | 0     | 5      | 5     |
| 72                  | República Dominicana                  | 0    | 0     | 5      | 5     |
| 74                  | Federação de Halterofilismo da Rússia | 0    | 0     | 3      | 3     |
| 75                  | Arábia Saudita                        | 0    | 0     | 2      | 2     |
| 75                  | Iraque                                | 0    | 0     | 2      | 2     |
| 75                  | México                                | 0    | 0     | 2      | 2     |
| 78                  | Atletas Neutros Autorizados           | 0    | 0     | 1      | 1     |
| 78                  | Macau                                 | 0    | 0     | 1      | 1     |
| Total (79 entradas) | Total (79 entradas)                   | 893  | 893   | 891    | 2677  |